# Aranka Kiszyna
Halina Aranka Ostrihansky-Kiszyna (ur. 27 maja 1924 w Prędocinku k. Radomia, zm. 14 listopada 2008 we Wrocławiu) – adwokat, doktor nauk prawnych.

## Życiorys
Była córką Rudolfa Ostrihansky'ego (1893–1963), pułkownika Wojska Polskiego II RP i żołnierza AK, najstarszą z czworga jego dzieci z Marią Walerią Gierycz.
Podczas II wojny światowej była żołnierzem AK. Po wojnie ukończyła studia na Wydziale Prawa Uniwersytetu Jagiellońskiego, pracę doktorską obroniła tamże w 1950.
Od 1963 do 2001 pracowała w Izbie Adwokackiej we Wrocławiu jako adwokat, w czasie trwania stanu wojennego podejmowała się obrony dolnośląskich opozycjonistów (broniła m.in. Ryszarda Kożucha z Solidarności Walczącej, aktora Bogusława Kierca i Józefa Piniora), za co w październiku 2008 otrzymała tytuł "Zasłużonego dla NSZZ Solidarność". Była też w tym czasie członkiem Arcybiskupiego Komitetu Charytatywnego, odznaczona Arcybiskupim Pierścieniem Tysiąclecia Archidiecezji Wrocławskiej, Krzyżem Kawalerskim Orderu Odrodzenia Polski (1998) oraz medalem 60-lecia Izby Adwokackiej we Wrocławiu.
Współautorka (pod pseudonimem Sigma) książki Rozmowy niekontrolowane (Paryż, Instytut Literacki 1983, Biblioteka "Kultury", Tom 382, ISBN 2-7168-0038-3).
Od 1999 do 2001 była Rzecznikiem Dyscyplinarnym Naczelnej Rady Adwokackiej.
Od 1950 żona Andrzeja Kiszy (1922–1996), również adwokata, z którym miała dwie córki: Marię i Agnieszkę. Pochowana we Wrocławiu na Cmentarzu Świętej Rodziny przy ul. Smętnej (Sępolno).

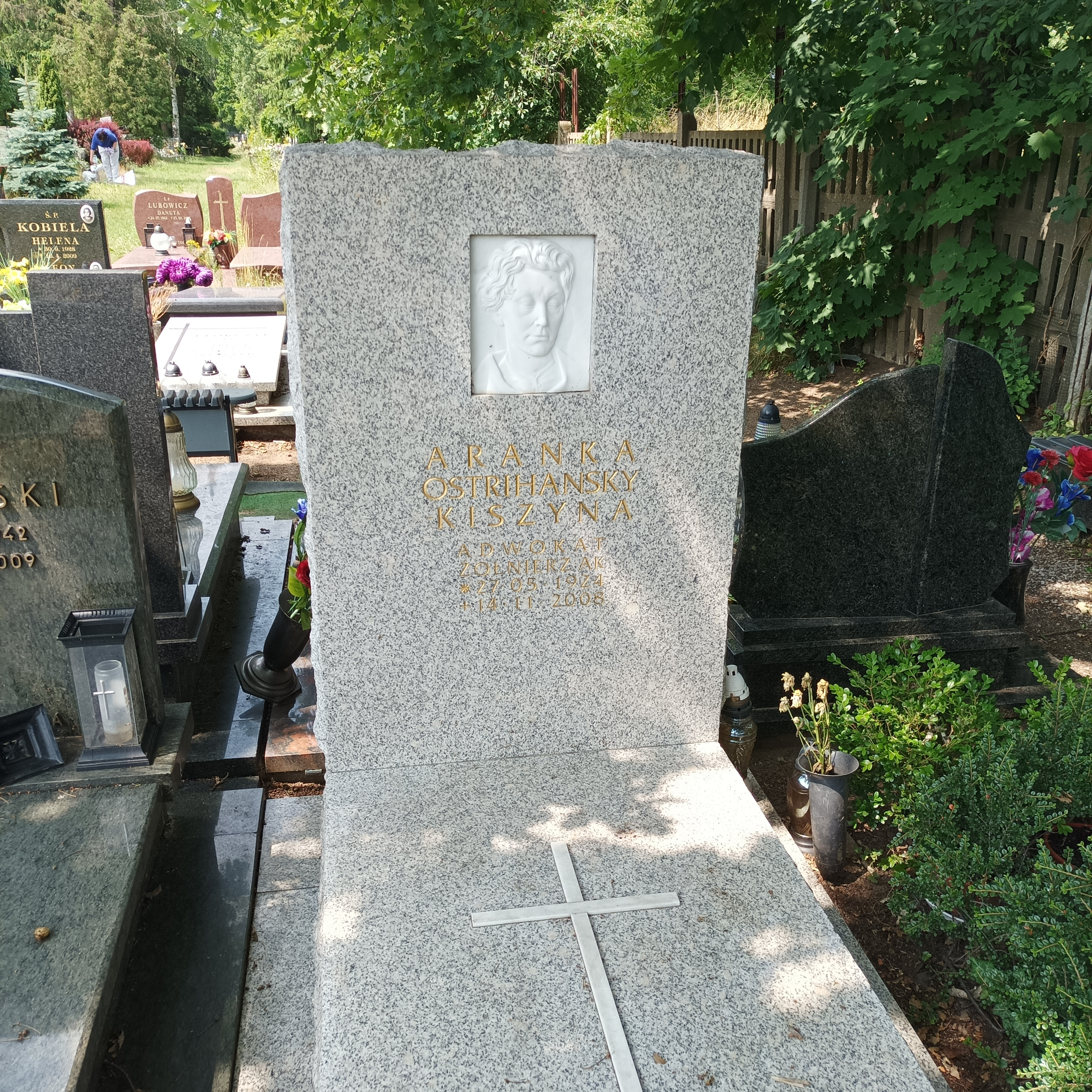
Grób na Cmentarzu Świętej Rodziny